# Latour-de-Carol
Latour-de-Carol (katalanisch la Tor de Querol) ist eine französische Gemeinde mit 472 Einwohnern (Stand 1. Januar 2022) im Département Pyrénées-Orientales in der Region Okzitanien. Sie gehört zum Arrondissement Prades und zum Kanton Les Pyrénées catalanes.

## Nachbargemeinden
Nachbargemeinden von Latour-de-Carol sind Enveitg im Osten, Guils de Cerdanya (Spanien) im Süden und Porta im Nordwesten.

## Geschichte

### Internierungslager Latour-de-Carol
Nach dem Sieg Francos im Spanischen Bürgerkrieg strömten Zehntausende Flüchtlinge über die Pyrenäen nach Frankreich. Für deren Unterbringung sahen die ministeriellen Planungen von Anfang an deren Unterbringung in speziellen Lagern vor. So entstand in Latour-de-Carol im Februar 1939 eines der ersten Centre d'accueil (Aufnahmezentrum, auch Centre de recueil, Sammelzentrum), das – ähnlich einiger zur gleichen Zeit entstandenen Einrichtungen –  nur aus von Stacheldraht umzäumten Feld bestand, auf dem die spanischen Flüchtlinge sich aus Tannenzweigen und Decken Notunterkünfte errichteten. In Frankreich setzte sich für diese Lager schnell der Begriff Camps de concentration durch, der jedoch ein völlig andere Bedeutung hatte als im Deutschen. Es ging um die Konzentrierung der ankommenden Flüchtlinge in Lagern, nicht um deren Vernichtung.:S. 37
Neben spanischen Flüchtlingen wurden in Latour auch Angehörige der Internationalen Brigaden interniert. Nach Eggers ist davon auszugehen, dass das Lager nur als Erstaufnahme und Verteilzentrum genutzt und bereits im März wieder geschlossen wurde.:S. 40

## Bevölkerungsentwicklung
| Jahr      | 1962 | 1968 | 1975 | 1982 | 1990 | 1999 | 2013 |
| Einwohner | 359  | 359  | 381  | 390  | 364  | 367  | 424  |

## Sehenswürdigkeiten
- Ehemalige Kirche Saint-Fructueux (Monument historique)
- Kirche Saint-Étienne (15. Jahrhundert)

## Verkehr
- Latour de Carol liegt an der Route nationale 20.
- Vom Bahnhof Latour-de-Carol - Enveitg können in jeweils ca. 3 Stunden die Städte Toulouse, Barcelona oder Perpignan (letztere mit 1× umsteigen) mehrmals täglich erreicht werden. Nach Paris gibt es eine tägliche direkte Nachtzugverbindung im Intercités-Netz der SNCF. Dieser reservierungspflichtige Zug führt Liegewagen und Großraumwagen mit Ruhesesseln.
- Es bestehen auch einzelne Regionalbus-Verbindungen Richtung Foix und umsteigefrei bis Perpignan.